# Bakanas (ort i Kazakstan)
Bakanas (kazakiska: Baqanas) är en ort i Kazakstan.   Den ligger i oblystet Almaty, i den sydöstra delen av landet, 800 km söder om huvudstaden Astana. Bakanas ligger 395 meter över havet och antalet invånare är 6 965.
Terrängen runt Bakanas är mycket platt. Runt Bakanas är det glesbefolkat, med 10 invånare per kvadratkilometer. Det finns inga andra samhällen i närheten. Trakten runt Bakanas består i huvudsak av gräsmarker.